# Ignace Aka Kablan
Ignace Aka Kablan (ur. 15 października 1958) – iworyjski piłkarz grający na pozycji obrońcy. W swojej karierze grał w reprezentacji Wybrzeża Kości Słoniowej.

## Kariera reprezentacyjna
W reprezentacji Wybrzeża Kości Słoniowej Kablan zadebiutował w 1984 roku. W tym samym roku powołano go do kadry na Puchar Narodów Afryki 1984, jednak nie rozegrał w nim żadnego meczu.